# 瑙爾茲巴伊·巴特爾
瑙爾茲巴伊·巴特爾（1706年—1781年），哈薩克汗國巴特爾，出生於哈薩克斯坦阿拉木圖附近。
他是阿布賚汗的軍隊指揮官，以積極抵抗準噶爾汗國而得巴特爾稱號。